# Jan Wiktor Nowak
Jan Wiktor Nowak (ur. 5 października 1931 w Toruniu, zm. 25 marca 2002 w Siedlcach) – polski duchowny rzymskokatolicki, biskup pomocniczy gnieźnieński w latach 1982–1996, biskup diecezjalny siedlecki w latach 1996–2002.

## Życiorys

### Młodość i wykształcenie
Urodził się 5 października 1931 w Toruniu. Był synem Jana, funkcjonariusza Policji Państwowej i Praksedy z domu Zielińskiej. Został ochrzczony w kościele Zwiastowania Najświętszej Maryi Panny w Toruniu. W warunkach okupacji niemieckiej przygotował się do pierwszej komunii św., którą przyjął już po zakończeniu II wojny światowej.
Uczęszczał do Liceum Ogólnokształcącego im. Mikołaja Kopernika w Toruniu, gdzie w 1951 złożył egzamin dojrzałości. Studia odbył w latach 1951–1956 w seminariach duchownych w Poznaniu i Gnieźnie. 25 maja 1956 w katedrze gnieźnieńskiej przyjął święcenia kapłańskie z rąk biskupa Franciszka Jedwabskiego.

### Działalność naukowa i duszpasterska
W latach 1956–1959 był wikariuszem parafii w Nowej Wsi Wielkiej, potem w Smogulcu. W 1961 kardynał Stefan Wyszyński, prymas Polski, wysłał go na studia specjalistyczne do Instytutu Katolickiego w Paryżu, a następnie na studia z teologii moralnej w Papieskim Uniwersytecie Laterańskim w Rzymie. Uwieńczył je doktoratem z zakresu teologii w 1964. Studiując w Rzymie, uczestniczył przy pracach soboru watykańskiego II. Po powrocie do kraju i archidiecezji gnieźnieńskiej został profesorem Wyższego Seminarium Duchownego w Gnieźnie, a w latach 1970–1982 był rektorem tego seminarium.
Pełnił również szereg odpowiedzialnych funkcji w gnieźnieńskiej kurii metropolitalnej, m.in. kierownika Archidiecezjalnego Instytutu Pastoralnego, wchodził w skład kapituły przy kościele kolegiackim św. Jerzego w Gnieźnie oraz otrzymał godność prałata Jego Świątobliwości.

### Wikariusz biskupi dla miasta Bydgoszczy
20 lutego 1982 papież Jan Paweł II mianował go biskupem pomocniczym arcybiskupa gnieźnieńskiego Józefa Glempa. Sakrę biskupią przyjął 25 marca 1982 w bazylice prymasowskiej w Gnieźnie. Wkrótce po konsekracji został skierowany do Bydgoszczy na stanowisko proboszcza parafii farnej św. Marcina i Mikołaja oraz wikariusza biskupiego dla miasta Bydgoszczy. Prymas Józef Glemp uzasadnił jego stałą obecność w Bydgoszczy koniecznością pobudzania i jednoczenia wspólnych dla całego miasta inicjatyw duszpasterskich. Postawił przed nim następujące zadania:
- odbywanie spotkań z dziekanami bydgoskimi,
- okresowe uczestnictwo w konferencjach dekanalnych,
- utrzymywanie osobistych kontaktów z kapłanami parafii bydgoskich,
- organizowanie kapłańskich dni skupienia lub godzin adoracji,
- roztoczenie opieki nad bydgoskimi ośrodkami duszpasterstwa specjalistycznego i akademickiego, oazowego, zakonnego, ministranckiego, głuchoniemych, niewidomych i chorych w szpitalach,
- rozwój kultu Matki Bożej Pięknej Miłości („Madonny Bydgoskiej”) przy bydgoskiej farze,
- organizacja stałej posługi w konfesjonale w kościele farnym,
- objęcie kierownictwa Prymasowskiego Instytutu Kultury Chrześcijańskiej im. Stefana kardynała Wyszyńskiego w Bydgoszczy,
- sprawowanie opieki nad Prymasowskim Instytutem Teologicznym im. Stefana kardynała Wyszyńskiego w Gnieźnie.

Oprócz obowiązków biskupa Bydgoszczy miał również wykonywać zadania wikariusza generalnego w Gnieźnie, m.in. kierować dwoma wydziałami kurii metropolitalnej: Wydziału do Spraw Zakonnych i Wydziału Katechetycznego.
Do pilnych zadań pastoralnych w Bydgoszczy zaliczał troskę o pogłębienie świadomości religijnej wiernych przez udoskonalenie przekazu informacji z dziedziny wiary i moralności oraz wydarzeń z życia Kościoła. Zadania te realizował przez kilka lat w trudnym okresie stanu wojennego w PRL. Mimo wielu trudności rozwinął w Bydgoszczy niezwykle czynną i owocną posługę pastoralną. Dostosował sieć parafialną do potrzeb rozbudowującego się miasta. W latach 1982–1995 w Bydgoszczy zostało erygowanych 12 parafii, a ich liczba w 1995 sięgnęła 39. Wspierał aktywnie starania proboszczów zmierzające do budowy świątyń. W czasie jego posługi zbudowano 12 kościołów. Jako kustosz miejskiego sanktuarium maryjnego szczególną troską otaczał kult Matki Boskiej Bydgoskiej w kościele farnym. Zorganizował w nim stały dyżur spowiedniczy.
Znaczący był jego udział przy tworzeniu Hospicjum im. ks. Jerzego Popiełuszki (1990). Był inicjatorem Bydgoskich Rekolekcji dla Młodych Małżeństw i Dni Skupienia dla Narzeczonych. Z jego inicjatywy przy parafii św. Wincentego à Paulo utworzono Specjalistyczną Poradnię Rodzinną. Przyczynił się również do sprowadzenia do Bydgoszczy sióstr z Szensztackiego Instytutu Sióstr Maryi, które podjęły w parafiach pracę z rodzinami i młodzieżą żeńską (w 2000 na osiedlu Piaski powstało szensztackie Sanktuarium Matki Bożej Trzykroć Przedziwnej w Bydgoszczy).
Przedmiotem szczególnej jego troski była młodzież szkolna i studenci. Tradycją stały się wspólne modlitwy biskupa z maturzystami. Doprowadził do utworzenia Katolickiego Liceum Ogólnokształcącego im. Króla Jana III Sobieskiego (1985) oraz Prymasowskiego Instytutu Kultury Chrześcijańskiej (1982) – ośrodka miejskiego duszpasterstwa ponadparafialnego. Później Instytut ten przekształcił się w pięcioletnie studia teologiczne, a w roku akademickim 1988–1989 uzyskał status wyższej uczelni na prawach państwowych. W kwietniu 1990 Instytut został afiliowany do Papieskiego Wydziału Teologicznego w Poznaniu.
Podczas jego posługi na trwale w dzieje bydgoskiego kościoła wpisały się Tygodnie Kultury Chrześcijańskiej. W 1987 zorganizował po raz pierwszy Bydgoskie Dni Społeczne, służące upowszechnieniu nauki społecznej Kościoła. Potrafił skupić wokół siebie znaczące grono bydgoskiego laikatu. Na uwagę zasługuje również jego współpraca z katolickimi środkami społecznego przekazu: prasą i Radiem Plus, gdzie w 1995 zainaugurował cykl audycji pt. „Głos bydgoskiego Kościoła”.
Od 1990 był członkiem Papieskiej Rady Iustitia et Pax. W maju 1992 zorganizował w Bydgoszczy spotkanie Komisji Episkopatu Iustitia et Pax z krajów Europy Środkowo-Wschodniej. Spotkanie, któremu przewodniczył kardynał Roger Etchegaray, było okazją do prezentacji opinii o sytuacji Kościoła w państwach postkomunistycznych oraz rozważań na temat doktryny społecznej Kościoła. We wrześniu 1994 był gospodarzem spotkania Komisji Wspólnej Biskupów Polskich i Francuskich, poświęconemu wymianie doświadczeń pastoralnych.

### Biskup siedlecki
25 marca 1996 papież Jan Paweł II mianował go biskupem diecezjalnym diecezji siedleckiej. Uroczysty ingres biskupa do katedry siedleckiej nastąpił 21 kwietnia tego roku. W czerwcu 1996 był gospodarzem 283 konferencji Episkopatu Polski. 6 października 1996 na placu św. Piotra w Rzymie koncelebrował beatyfikacyjną mszę świętą z papieżem Janem Pawłem II, w czasie której prezentował jako biskup siedlecki unickich męczenników podlaskich z Pratulina. W lutym 1997 zarządził misje ewangelizacyjne w diecezji, przygotowujące wiernych do trzeciego tysiąclecia. W 1998 zainicjował trzy diecezjalne kongresy: powołań, różańcowy oraz ruchów i stowarzyszeń katolickich. 10 czerwca 1999 był gospodarzem siedleckiego spotkania z papieżem Janem Pawłem II. Jego dziełem jest Centrum Charytatywno-Duszpasterskie przy kurii biskupiej w Siedlcach, służące m.in. rehabilitacji osób niepełnosprawnych. Na terenie diecezji powołał trzy Katolickie Licea Ogólnokształcące: w Garwolinie (1996), w Białej Podlaskiej (1997) i w Siedlcach (1998).
Zmarł 25 marca 2002 w Siedlcach, po długiej i ciężkiej chorobie. Pochowano go w podziemiach katedry siedleckiej.